# Thomas Robinsonstadion
Het Thomas A. Robinson National Stadium, ook wel verkort Thomas Robinson Stadium genoemd, is een multifunctioneel stadion in Nassau, de hoofdstad van de Bahama's.

## Geschiedenis
Het oorspronkelijke stadion werd in 1981 gebouwd en is genoemd naar de voormalige Bahamaanse atleet Tom Robinson (1938 – 2012). In 2009 begon men aan de bouw van een nieuw stadion met plaats voor 15.000 (uit te breiden naar 30.000) toeschouwers. Het nieuwe stadion kreeg onder andere tribunes aan twee zijden, een grasveld dat zowel geschikt is voor voetbal als American football en een atletiekbaan. Het project werd gefinancierd door China en de kosten bedroegen zo'n dertig miljoen dollar. In 2012 wijdde men het nieuwe stadion in en in 2014 werden nog enkele renovaties voltooid.

## Gebruik

### Atletiek
In 1981, 2002 en 2013 was het Thomas Robinson Stadium de locatie voor de Carifta Games, kampioenschappen atletiek voor jongeren uit landen van de Carifta, wat weer de voorloper is van de Caricom.
De eerste drie edities van de IAAF World Relays werden in het stadion gehouden en de editie van 2024.